# D'Angelo Harrison
D'Angelo Damon Harrison (Anchorage, 14 agosto 1993) è un cestista statunitense.

## Carriera
Guardia di 1,93, ha frequentato la Dulles High School e poi il college nell'università cattolica di St. John's a New York, per prendere subito dopo la strada verso l'Europa. Dapprima per due stagioni in Turchia con l'Usak Sportif, quindi in Israele nell'Hapoel Giulboa di Galil Eyon, tornandovi nella scorsa estate per i playoff con la maglia del Maccabi Rishon LeZion. In mezzo l'esperienza nell'Enisey Krasnojarsk in Russia e in Francia a Le Portel. 
A Brindisi, nelle prime otto gare ha segnato 162 punti. Nonostante l’infortunio del 28 febbraio 2021, che lo tiene fuori dal campo per due mesi, si conferma il miglior marcatore della regular season per la squadra brindisina. Durante la stagione 2021-2022, passa alla squadra ucraina del Prometej, ma a marzo del 2022, causa l'interruzione del campionato ucraino, ritorna in Italia con la maglia dell'Happy Casa Brindisi. Nonostante un grave infortunio al termine della stagione, viene confermato nel roster brindisino anche per la stagione 2022/2023. Rientra dall'infortunio nei primi mesi del 2023, con il suo rientro il roster bianco azzurro trova una maggiore continuità durante le partite, che portano ad un filotto di tre vittorie consecutive tra gennaio e febbraio.

## Statistiche

### NCAA
| Anno      | Squadra             | PG  | PT  | MP   | TC%  | 3P%  | TL%  | RP  | AP  | PRP | SP  | PP   |
| --------- | ------------------- | --- | --- | ---- | ---- | ---- | ---- | --- | --- | --- | --- | ---- |
| 2011-2012 | St. John's R. Storm | 32  | 29  | 35,3 | 37,5 | 36,7 | 80,4 | 3,9 | 2,1 | 1,6 | 0,3 | 17,0 |
| 2012-2013 | St. John's R. Storm | 27  | 25  | 35,0 | 39,4 | 31,5 | 76,9 | 4,3 | 2,3 | 1,4 | 0,3 | 17,8 |
| 2013-2014 | St. John's R. Storm | 33  | 32  | 32,9 | 38,1 | 37,0 | 86,1 | 4,9 | 1,9 | 1,0 | 0,5 | 17,5 |
| 2014-2015 | St. John's R. Storm | 33  | 33  | 34,8 | 41,5 | 36,9 | 79,9 | 5,5 | 1,9 | 1,1 | 0,4 | 17,5 |
| Carriera  | Carriera            | 125 | 119 | 34,5 | 39,1 | 35,5 | 81,1 | 4,7 | 2,0 | 1,3 | 0,4 | 17,4 |

#### Massimi in carriera
- Massimo di punti: 36 vs Villanova (2 gennaio 2013)[1]
- Massimo di rimbalzi: 17 vs Franklin Pierce (17 novembre 2014)
- Massimo di assist: 7 vs Providence (27 dicembre 2011)
- Massimo di palle rubate: 6 vs Minnesota (26 novembre 2014)
- Massimo di stoppate: 3 vs Notre Dame (15 gennaio 2013)
- Massimo di minuti giocati: 48 vs Marquette (8 marzo 2014)